# Энгельгардт, Лотар

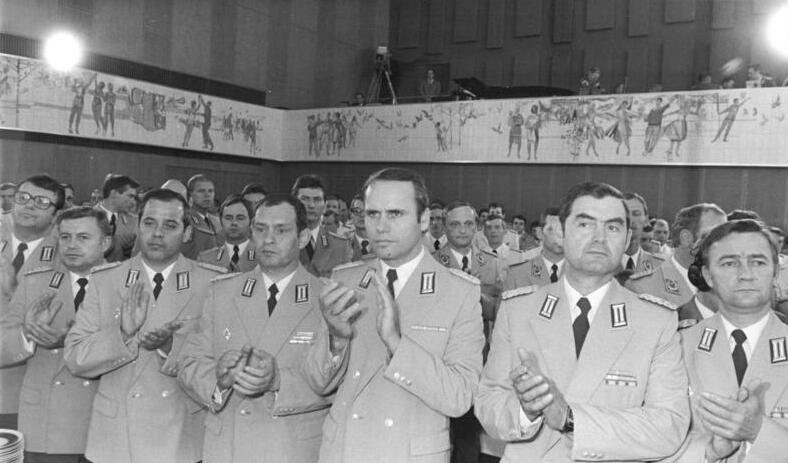
Л. Энгельгардт (4-й c леой) послe окончание Военнoй академии Генерального штаба в Москве 1984г,

Лотар Энгельгардт (5 июля 1939 года — 5 апреля 2010 года) — военный деятель Германской Демократической Республики, генерал-майор, последний главнокомандующий Национальной народной армии бывшей ГДР.

## Биография
Лотар Энгельгардт, сын немецкого фермера, родился 5 июля 1939 года в Вангенхайме, район Гота. В 1959 году, успешно сдав школьные выпускные экзамены, был призван в армию. Служил в полку Гуго Эберлейна Национальной народной армии. Учился в военном учебном заведении Armord Corp’s Officers School в городе Гросенхайне. В 1961 году, после успешного окончания института, получил звание офицера, служил командиром взвода в полку 7-й танковой дивизии. В эти годы стал членом Социалистической единой партии Германии.
За отличные показатели по службе был послан на учебу в Высшую специальную разведывательную школу Министерства национальной обороны ГДР. Учился там с 1962 по 1964 год. После окончания школы, до 1966 года служил в разведывательной дивизии Восточной Германии. Служил также в седьмом разведывательном батальоне 7-й танковой дивизии, потом, до 1976 года служил в звании старшего офицера разведки в 3-го военного округа в Лейпциге. Дослужился до звания подполковника, учился на разных специальных курсах, включая курсы Французского языка национальной народной армии Института иностранных языков в Наумбурге.
С 1978 по 1980 год служил начальником подразделения Unterabteilung Truppenaufklärung, подчиненного командованию сухопутными силами в Потсдаме.
Потом Энгельгардт был отправлен на учебу в Москву в Академию Генерального штаба (ныне Военная академия Генерального штаба Вооружённых сил Российской Федерации). Учился в Академии с 1982 по 1984 год. После успешного окончания учебы был назначен начальником разведывательного отдела командования сухопутными силами ГДР. На этой должности служил до 1987 года. 1 марта 1988 года получил звание генерал-майора и стал заместителем начальника оперативного штаба, потом — заместителем Главнокомандующего и начальником штаба Сухопутных войск. 15 сентября 1990 года был назначен главнокомандующим Национальной народной армией восточногерманского Министерства разоружения и обороны.

## Отставка
Генерал-майор Национальной народной армии Л. Энгельгардт вышел в отставку 2 октября 1990 года.
После объединения Германии 3 октября 1990 года, Энгельгардт работал советником командующего Бундесвера (Bundeswehr-Kommando Ost) контактной группы генерал-майора Хартмута Foertsch в группе советских войск в Германии.
Лотар Энгельгардт скончался 5 апреля 2010 года.

## Награды
В разное время генерал-майор Лотар Энгельгардт был награжден:
- Боевой орден «За заслуги перед народом и Отечеством»
- Медаль «За заслуги Германской Демократической Республики» (Verdienstmedaille der DDR)
- Медаль «За заслуги Национальной народной армии»
- Медаль «Братство по оружию»
- Медаль «30-летие ГДР» (Medaille 30. Jahrestag der Gründung der DDR)
- Медаль «За верную службу в Национальной народной армии» (бронзовая, серебряная, золотая, золотая — 20 лет службы)